# 新砥村
新砥村（あらとそん / あらとむら）は、岡山県阿哲郡にあった村。現在の新見市哲多町蚊家・哲多町大野・哲多町田淵にあたる。

## 地理
本郷川上流域の吉備高原に位置していた。

## 歴史
- 1889年（明治22年）6月1日、町村制の施行により、哲多郡蚊家村、大野村、田淵村が合併して村制施行し、新砥村が発足[1][2]。旧村名を継承した蚊家、大野、田淵の3大字を編成[2]。
- 1900年（明治33年）4月1日、郡の統合により阿哲郡に所属[1][2]。
- 1908年（明治41年）田淵に大田信用購買組合が設立し、1927年（昭和2年）新砥信用購買組合に改称し蚊家に事務所を置いた[2]。
- 1914年（大正13年）新砥郵便局開設[2]。
- 1930年（昭和15年）新砥森林組合設立[2]。
- 1955年（昭和30年）4月1日、阿哲郡万歳村、本郷村と合併し、町制施行し哲多町を新設して廃止された[1][2]。合併後、哲多町大字蚊家・大野・田淵となる[2]。

### 地名の由来
村内北西部の荒戸山にちなみ、新しく研ぎ磨くとの意味による。

## 産業
- 農業、林業[2]
- 産物：米、麦、牛、木炭[2]

## 教育
- 1926年（大正15年）大田小学校、蚊家小学校に新砥青年訓練所を開設[2]。1935年（昭和10年）新砥青年学校となり、1943年（昭和18年）蚊家に校舎を新築したが1948年（昭和23年）閉校となった[2]。
- 1947年（昭和22年）蚊家に新砥中学校開校[2]。